# Кастелларо
Кастелларо (італ. Castellaro, ліг. O Castellâ) — муніципалітет в Італії, у регіоні Лігурія,  провінція Імперія.
Кастелларо розташоване на відстані близько 440 км на північний захід від Рима, 105 км на південний захід від Генуї, 14 км на захід від Імперії.
Населення — 1252 особи (2014).

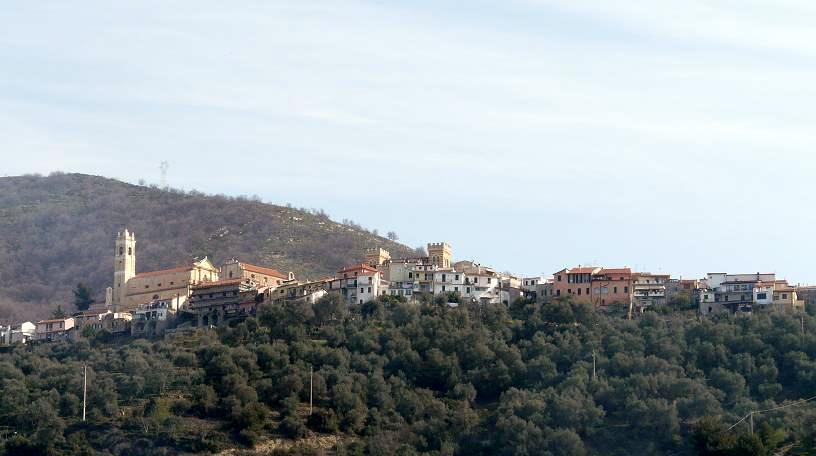

Щорічний фестиваль відбувається 1 серпня. Покровитель — святий Петро in Vincoli.

## Демографія
Населення за роками:

Станом на 1 січня 2023 року в муніципалітеті офіційно проживали 74 іноземці з 17 країн, серед них 25 громадян країн Євросоюзу та 3 громадяни України.

## Сусідні муніципалітети
- П'єтрабруна
- Помпеяна
- Рива-Лігуре
- Таджа